# Río Luapula
El río Luapula, también escrito Lwapula, es un importante río transnacional de África central que une el lago Bangweulu, en Zambia, con el lago Moero (compartido entre Zambia y la República Democrática del Congo), haciendo en gran parte de sus curso de frontera natural entre ambos países. El río Luapula es parte de la cabecera del segundo río más largo de África, el río Congo, una fuente de más de 1400 km, el sistema Luvua–Luapula–Chambeshi, formado por el río Luvua (350 km), el lago Mweru, el río Luapula (480 km), el lago Bangwelo y el río Chambeshi (480 km). 
El río da nombre a la provincia de Luapula, en Zambia.

## Geografía
El río Chambeshi es el principal afluente que alimenta el lago Bangweulu, por lo que constituye asimismo la principal fuente del Lwapula. La llanura que rodea al lago y el propio curso alto del Luapula quedan frecuentemente inundados bajo las aguas. Las principales localidades a orillas del río son Kasenga y Kilwa, ambas pertenecientes a la República Democrática del Congo.

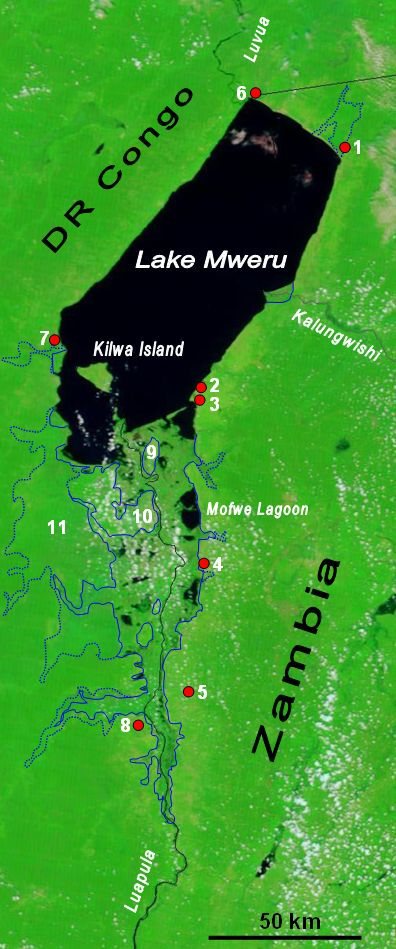
El curso bajo del río Luapula, el delta en el Lago Mweru, y el emisario del Mweru, el río Luvua, yendo al norte hasta los ríos Lualaba y Congo. El agua aparece como negra en esta imagen de satélite en falso color de la NASA. La extensión de los pantanos de Luapula se muestra por la línea de color azul, y la extensión de la llanura de inundación se muestra como una línea de puntos. Las ciudades son, en Zambia: Chiengi (1), Kashikishi (2), Nchelenge (3), Mwansabombwe (4) y Mwense (5); en la Rep. Dem. del Congo: Pweto (6), Kilwa (7) y Kasenga (8). Otros accidentes: isla Chisenga (9), la mayor isla humedal (en la República Democrática del Congo) (10) y la principal llanura de inundación (11). (Imagen: Jacques Descloitres, MODIS Rapid Response Team, NASA/GSFC.

### Fuente y curso superior del Luapula
En el río Luapula desagua el lago Bangweulu y sus pantanos, en los que fluye el río Chambeshi, la fuente del río Congo. No hay evidencias claras de que exista un único canal que conecte los dos ríos y el lago, sino que hay una masa cambiante de canales, lagunas y pantanos, como bien pudo atestiguar el explorador David Livingstone (que murió al explorar el área, siendo uno de sus últimos actos preguntar al jefe Chitambo acerca del curso del Luapula.) (El canal valientemente marcado como «Luapula» y que se muestra confiadamente en muchos mapas fluyendo hacia el sur desde el lago Bangweulu (en 11°25′S 29°49′E), puede ser visto en las imágenes satelitales, tales como las de Google Earth, desaparecer realmente en la verde vegetación (alrededor de 11°46′S 29°48′E).)
Aguas abajo de los pantanos y de las llanuras aluviales del Bangweulu, el Luapula fluye de manera constante describiendo un arco girando desde el sureste hacia el noroeste y después emprendiendo rumbo norte, con algunos rápidos y conjunto de cataratas bien conocidos, como las cataratas Mumbuluma y las cataratas Musenda y las cataratas Mambilima, estas últimas cerca de la carretera principal. Algo menos conocido es el sitio Tangwa, a unos 40 km al sur, donde el río ha erosionado una brecha a través de colinas rocosas tallando enormes cuevas, arcos y marmitas de gigante, y dejando rocas gigantes, entre ellas dos rocas en equilibrio llamadas "«Dios del Maíz Bin»" ('God's Corn Bin').
Para los aspectos de la vida silvestre y la vegetación en la fuente del Luapula, véase, en inglés, Lake Bangweulu y Bangweulu Wetlands ecosystem.

### El valle del Luapula
Desde el Chembe al lago Mweru, el valle de Luapula, de 300 km, tiene una alta población rural, mayor que la de la meseta a la que corta a una profundidad de hasta 500 m. El río es conocido por este valle y por su largo y delgado delta que entra en el lago Mweru, generalmente conocido como los pantanos de Luapula. La alta densidad de población de parte del valle se inicia al norte de las cataratas Mambilima, y a lo largo del resto de su longitud es apodado la «carretera Mwapoleni», por el saludo chibemba que profiere la gente cuando se cruza.
Para muchos fines prácticos, el Luapula inferior y el Mweru se pueden considerar como una sola entidad. Se encuentran en un valle rift o graben, una vez considerado separado del Gran Valle del Rift pero que ahora se ve como una rama del mismo. El lago Mweru sin embargo, no desagua en el lago Tanganika en el Gran Valle del Rift, sino a través del río Luvua, que ha recortado un angosto y profundo valle zigzagueante para unirse al río Lualaba, como se llama la parte superior del río Congo. El Luapula es parte del afluente más largo del Congo, y por lo tanto, por convención, es parte de sus fuentes, incluso aunque el curso superior del Lualaba lleve más agua.
En los confines del valle rift, 60 km al oeste de los pantanos de Luapula, está la estructura Luizi, una serie de anillos concéntricos de 12,6 km de ancho. Se cree que es un cráter de impacto meteorítico (un astroblema) formado hace 620 millones de años.

### Los pantanos de Luapula
El tramo pantanoso a lo largo de los últimos 100 km del río antes de llegar al lago, que durante gran parte tiene hasta 30 km de ancho, cubre un área de aproximadamente 2500 km². Hay cuatro islas habitadas en la parte del delta de la República Democrática del Congo, incluyendo la más grande del sistema que está conectado a tierra firme en la estación seca. Zambia tiene tres islas habitadas en el delta incluyendo la isla Chisenga. Existen también muchas lagunas, la mayor de las cuales es la laguna Mofwe, en el lado de Zambia.
Al igual que en los pantanos de Bangweulu, los lechos flotantes de papiro son una de las características de los pantanos, que a menudo bloquean los canales y cambian la forma de las lagunas. Sin embargo, el canal principal del río no se bloquea y se mantiene abierto y constante, alrededor de 400 m de ancho. No ha desarrollado los canales típicos de ramificación de los deltas de los ríos.
En el borde de los pantanos, en la mayoría de lugares, crecen juncos muy altos lo que hace difícil ver por encima de las lagunas desde la tierra o encontrar el camino entre el laberinto de estrechos canales utilizados por las canoas dugout. Son necesarias guías para navegar a través de ellos, y son un paraíso para el contrabando entre los dos países que comparten los pantanos.
Cocodrilos e hipopótamos son comunes y son un peligro para los pescadores y viajeros. Sin embargo, el pueblo Shila caza hipopótamos usando nada más que arpones lanzados desde las canoas.
En el lado occidental del delta en la República Democrática del Congo hay una amplia llanura cubierta de hierba que cubre cerca de 1600 km². Al final de la temporada de lluvias, los humedales combinados del Luapula tienen más de 4000 km². La llanura de inundación fue el hogar de manadas de antílope Lechwe y el tímido sitatunga, el antílope semi-acuático famoso de la región, pero ambos se creen extintos en la parte baja del Luapula debido a la caza y a la falta de gestión de la vida salvaje.

## Asentamientos humanos
El curso alto y medio del Luapula están muy poco poblados.
Los recursos naturales del valle inferior, como las pesquerás en el río, lagunas y humedales y las tierras fértiles en las orillas, atrajeron a invasores Lunda del reino de Mwata Kazembe a instalarse allí alrededor de 1750. Su capital actual es Mwansabombwe en el borde del delta. También los comerciantes árabes y traficantes de esclavos de Zanzíbar, y los comerciantes portugueses de Mozambique fueron atraídos a la zona en los siglos XVIII y XIX. David Livingstone fue el primer británico que la visitó en 1867. No exploró el río, pero en su búsqueda del origen del Nilo, Mwata Kazembe fue el primero en decirle que el Luapula conectaba los sistemas Chambeshi/Bangweulu y Mweru/Luvua|Lualaba. Livingstone creía erróneamente que el Lualaba discurría hasta el Nilo y no al río Congo.
Algunos de los primeros misioneros en el África central también se sintieron atraídos hacia el valle. La primera fue la Misión Garanganze de los Hermanos de Plymouth en Mambilima, hacia 1892, seguidos por la Sociedad Misionera de Londres en Mbereshi, en 1900.
La primera ciudad grande de la época colonial fue un puerto fluvial, Kasenga, en la República Democrática del Congo, que creció próspero en la década de 1930 gracias al abastecimiento de pescado a Elizabethville y otras ciudades del Copperbelt de la provincia de Katanga gracias a la primera vía de tráfico rodado para llegar al valle. La mayoría de los peces eran capturados en el lago Mweru y eran llevados en barco río arriba por el Luapula hasta Kasenga, donde eran embalados en hielo que se producía en varias plantas. Aunque la captura de peces ha disminuido y ahora la mayoría viaja por las mejores carreteras de Zambia, Kasenga sigue siendo el único puerto en el río. (Para más información sobre la pesca de la zona, véase, en inglés, Lake Mweru').
En el lado de Zambia del Luapula, un brote de la enfermedad del sueño hizo que las autoridades coloniales británicas movieran su Fort Rosebery de empalizada fuera del valle, a la meseta, a Mansa, mientras que los temores a la malaria en los pantanos de Luapula les hizo establecer en la meseta próxima, en Kawambwa. Por lo tanto, las ciudades y aldeas en el valle, como la más grande, Mwansabombwe, no tienen el mismo carácter ex-colonial que las ciudades administrativas. Sin embargo, siguiendo el ejemplo de los constructores de misiones y Kazembe Mwata, desde principios de los años 1900, la mayoría de los alojamientos en el valle eran de construcción de ladrillo macizo, ladrillos principalmente secados al sol, pero con algunos ladrillos quemados.

## Transporte fluvial en el Luapula
Antes de la llegada del transporte por carretera, la gente viajaba en canoa por el río entre los lagos de Bangweulu y Mweru. El curso bajo entre Kasenga y Kilwa on Mweru es ahora el único tramo del río en que el transporte en barco es todavía grande, en su mayoría de la República Democrática del Congo, donde las carreteras con frecuencia están intransitables. Hasta finales de 1940, el curso superior del Luapula, desde Kapalala al lago Bangweulu, y el río Chambeshi fueron de los tramos más importantes del transporte fluvial en la entonces Rodesia del Norte. Los productos viajaban por carretera desde la cabecera del ferrocarril en Sakania, 10 km al norte de Ndola, hasta Kapalala, donde eran cargados en canoas y pequeñas embarcaciones. Durante la Primera Guerra Mundial, una flota de 1885 de este tipo de embarcaciones, se utilizó para transportar material de guerra a Chambeshi desde donde siguió un camino militar hasta Mbala para la Campaña de África Oriental. Lamentablemente, el papiro flotante y otra vegetación atragantó con frecuencia los canales a través de los que los pantanos Bangweulu se unían con el lago, el Luapula y el Chambeshi, haciendo difícil el uso de grandes embarcaciones de motor.

## Cruces del río
Los primeros pontones, transbordadores de vehículos, estaban en Kasenga, Kapalala y Shiniama, cerca de Matanda. De éstos, solo el de Kapalala subsiste, aunque un ferry de pasajeros opera ahora entre Kasenga y Kashiba, Zambia. Alrededor de 1950, el ferry Chembe, en la carretera Pedículo Congo se convirtió en el principal cruce de vehículos. El río allí tiene unos 400 m de ancho, pero puede llegar a inundar hasta 1 km de ancho en una estación lluviosa fuerte. En 1983 fue construido el primer puente sobre el río, el puente Luapula de la carretera Samfya-Serenje, de 2,5 kilómetros de largo. La aproximación al puente incluye casi 20 kilómetros de calzada elevada sobre los humedales y otros 40 km de terraplén sobre la planicie de inundación. Un segundo puente sobre el río, de 320 metros de largo, el puente Chembe, está en construcción y se espera finalizarlo en 2008.